# 기무라 도쿠타로
기무라 도쿠타로(木村篤太郎, 1886년 2월 7일 ~ 1982년 8월 8일)는 일본의 법조인, 정치인이다. 제19대 검사총장, 초대 법무대신, 초대 방위청 장관을 역임하였다. 검도가로도 활동하며 초대 전일본검도연맹 회장을 맡았다.
재야 변호사로 활동하다가 시데하라 내각에서 검사총장에 등용되었고 요시다 내각 하에서 여러 차례 법무대신과 방위청 장관 직을 지내었다. 일본국 헌법의 서명에 이름을 올리기도 했으며 일본공산당의 무장 혁명의 가능성을 경계하여 파괴활동방지법의 도입을 주도하였다.